# BSA K1 Beagle
De BSA K1 Beagle was een lichte 75cc-motorfiets die het Britse merk BSA uit Birmingham produceerde in 1963 en 1964. In de Verenigde Staten werd dit model verkocht onder de naam BSA K1 Starlite.

## Voorgeschiedenis
Met zeer lichtte, bromfietsachtige motorfietsjes had BSA zich tot 1963 niet beziggehouden. Het had van 1956 tot 1962 wel de 70cc-BSA Dandy-scooter geleverd, maar dat was geen succes geworden. Dan was daar nog de Bantam D1, een tamelijk ouderwets 125cc-tweetaktje dat voor woon-werkverkeer nog wel dienst kon doen, maar met zijn 4 pk zeker de jongere klanten niet interesseerde.

## BSA K1 Beagle / K1 Starlite
In de jaren zestig begon de BSA-groep, waar ook Triumph en Ariel toe behoorden, vooral terrein te verliezen op het Europese vasteland, waar lichte Italiaanse motorfietsjes erg populair werden. In de Verenigde Staten én Europa werd de 50cc-Honda Super Cub C 100 een enorm succes. Directeur Edward Turner gaf opdracht om een lichte BSA-motorfiets te ontwikkelen om de concurrentie aan te gaan. Turner ontwierp zelf een kopklepmotortje met een boring van 38,9 mm en een slag van 42 mm voor de 49,9cc-Ariel Pixie. Voor BSA werd de boring 47,6 mm en zo ontstond de 74,7cc-K1 Beagle. Eind 1963 werd de machine in Londen aan het publiek getoond en begin 1964 werd ze naar de VS geëxporteerd als BSA K1 Starlite. De Amerikaanse dealers wilden graag de zware 500cc-A50 en 650cc-A65 verkopen, maar hadden geen belang bij een lichte commuter bike omdat Amerikanen zelfs voor kleine afstanden de auto gebruikten. BSA Inc. in Nutley (New Jersey), importeur voor de Oostkust, moest dwang uitoefenen op de dealers om de machientjes te verkopen. Ook dat werd geen succes.

### Techniek
De motor was een dwarsgeplaatste luchtgekoelde eencilinder kopklepper met stoterstangen waarvan de cilinder licht voorover helde. Hij had een boring van 47,6 mm en een slag van 42 mm waardoor de cilinderinhoud op 74,7 cc kwam. De cilinder was van gietijzer, de cilinderkop van aluminium. Bijzonder voor een Britse motorfiets was het wet-sump-smeersysteem. Het carter was verticaal gedeeld. De primaire transmissie verliep via tandwielen naar de meervoudige natte plaatkoppeling en de voetgeschakelde vierversnellingsbak met kickstarter.
De machine had een plaat-brugframe zonder voorste frambuis waar het blok onder was gehangen. Voor zat een geduwde schommelvork, achter een swingarm met twee veer/demperelementen. Voor en achter zat 19inch-wielen met trommelremmen en de machine had diepe, U-vormige spatborden, in die tijd al tamelijk ouderwets. Ze werd geleverd met een duozadel, maar klanten konden ook kiezen voor een eenpersoonszadel met een fors bagagerek. De 9,1liter-benzinetank kwam feitelijk van de BSA Bantam.

### Problemen
De machine kende al vanaf het begin problemen, te beginnen met de smering van de krukas doordat de oliepomp niet sterk genoeg was. Als de gebruiker sportief wilde rijden merkte hij al snel dat het frame te flexibel was. Ook het veranderen van de gearing, in die tijd niet ongebruikelijk, was bijna onmogelijk omdat daarvoor het carter gesplitst moest worden. De stroomvoorziening kwam van een vliegwieldynamo zonder accu, waardoor de verlichting doofde als de motor werd afgezet. De ontsteking werd ingeschakeld door een tuimelschakelaar rechts van het zadel, waardoor diefstal vrij eenvoudig werd. Het verticaal gedeelde carter had slechts een blikken plaat als pakking, waardoor een steen al lekkage kon veroorzaken.

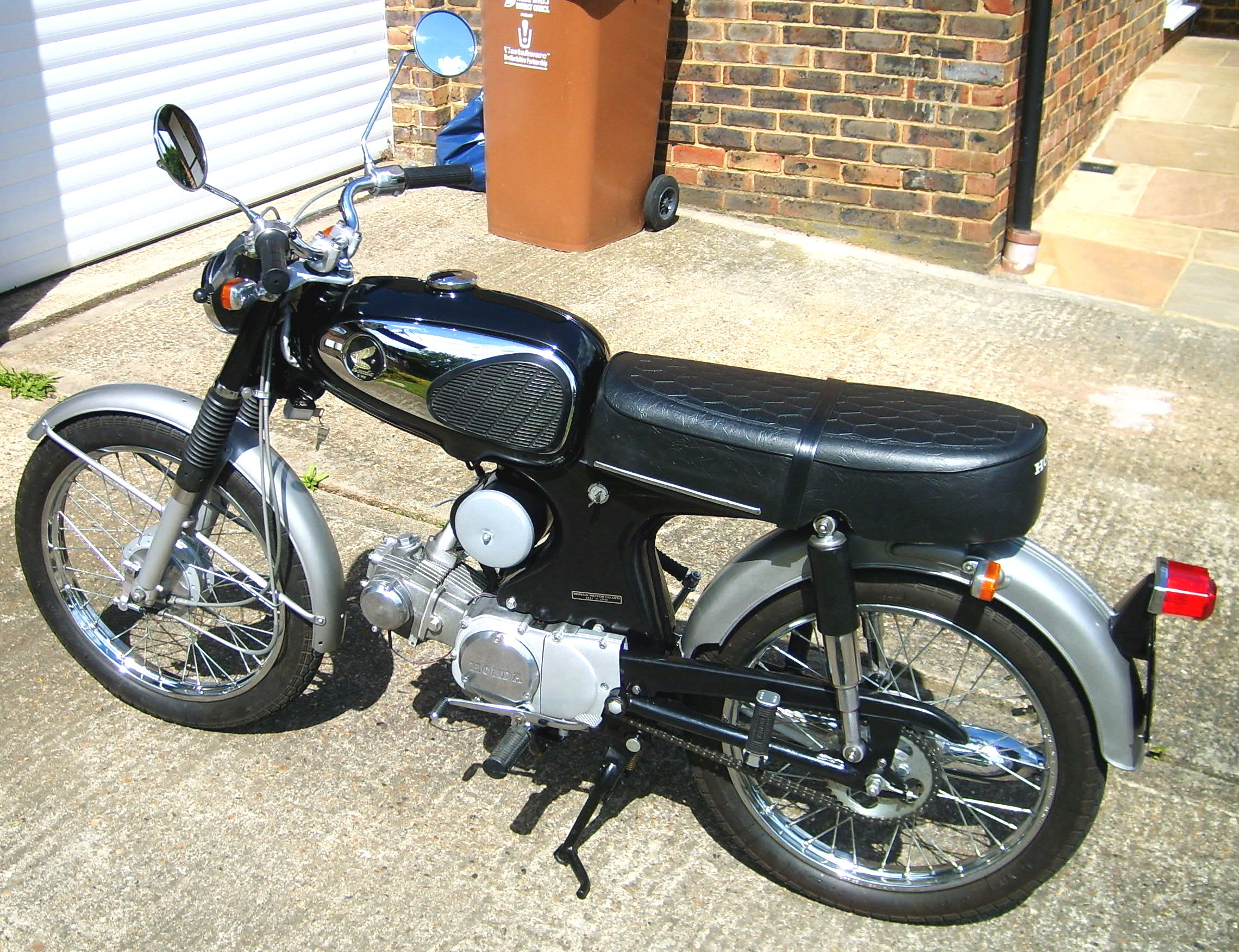
De Honda S 90 was veel sportiever en moderner, o.a. dankzij de richtingaanwijzers en de telescoopvork.

## Einde productie
Toen Honda in 1965 de 90cc-Honda 90 en de Honda S 90 uitbracht was het lot van de Beagle/Starlite bezegeld. In augustus van dat jaar eindigde de productie. Van de 3.200 gebouwde exemplaren waren er slechts 600 naar de VS geëxporteerd.